# Federalistiska partiet (1789–1828)
Federalistiska partiet (engelska: Federalist Party) var ett konservativt och nationalistiskt politiskt parti i USA och det första politiska partiet i USA. Partiet dominerade det nationella styret under Alexander Hamilton från 1789 till 1801. Partiet besegrades av Demokratiskt-republikanska partiet i valet 1800, och det blev ett minoritetsparti samtidigt som det behöll sitt fäste i New England. Det gjorde en kort uppsving genom att opponera sig mot 1812 års krig, och kollapsade sedan med sin sista presidentkandidat i valet 1816. Rester av partiet varade i några år efter.

## Historik och politik

### Bakgrund
Termen "federalist" användes tidigare för att hänvisa till en något annorlunda koalition av nationalister under ledning av Washington, som förespråkade att den svagare nationella regeringen under Konfederationsartiklarna, skulle ersättas med en ny konstitution 1789. Denna tidiga koalition inkluderade Hamilton och James Madison.
Denna tidens federalister konkurrerade med antifederalisterna, som motsatte sig ratificeringen av konstitutionen och motsatte sig att skapa en starkare centralregering. Kritiken av konstitutionen som togs upp av antifederalisterna påverkade skapandet av Bill of Rights. Federalister svarade på dessa invändningar genom att lova att lägga till ett lagförslag om rättigheter som tillägg till konstitutionen för att tillfredsställa dessa farhågor, vilket hjälpte till att säkra acceptans och ratificering av konstitutionen av staterna. Den nya amerikanska kongressen, till en början med en federalistisk majoritet, lade fram en rad ändringar till staterna för att garantera specifika friheter och rättigheter; när de väl ratificerats skulle dessa bli de första tio tilläggen till konstitutionen.

### Utveckling
Partiet vädjade till företag som gynnade banker, nationella framför statliga myndigheter, tillverkning och en armé och flotta. I utrikesfrågor föredrog partiet Storbritannien och motsatte sig starkt inblandning i de Franska revolutionära krigen och Napoleonkrigen. Partiet gynnade centralisering, federalism, modernisering, industrialisering och protektionism.
Federalisterna efterlyste en stark federal regering som främjade ekonomisk tillväxt och främjade vänskapliga relationer med Storbritannien i opposition till det revolutionära Frankrike. Federalistpartiet kom till mellan 1789 och 1790 som en nationell koalition av bankirer och affärsmän till stöd för Hamiltons finanspolitik. Dessa anhängare arbetade i varje stat för att bygga upp ett organiserat parti som förbundit sig till en finansiellt sund och nationalistisk regering. Den enda federalistiska presidenten var John Adams. George Washington var i stort sett sympatisk med det federalistiska programmet, men han förblev officiellt partipolitiskt obunden under hela sitt presidentskap. Federalistpartiet kontrollerade den nationella regeringen fram till 1801, då den överväldigades av den demokratisk-republikanska oppositionen ledd av president Thomas Jefferson.

Partiets politik krävde en nationell bank, tariffer och goda förbindelser med Storbritannien som uttrycktes i Jay-fördraget som förhandlades fram 1794. Hamilton utvecklade begreppet underförstådda makter och argumenterade framgångsrikt för antagandet av den tolkningen av konstitutionen. De demokratiska republikanerna ledda av Jefferson fördömde det mesta av den federalistiska politiken, särskilt banken och underförstådda makter, och attackerade häftigt Jay-fördraget som en försäljning av republikanska värderingar till den brittiska monarkin. Jay-fördraget gick igenom och federalisterna vann de flesta av de stora lagstiftande striderna på 1790-talet. De hade en stark bas i landets städer och i New England. De fraktionerade sig när president Adams säkrade fred med Frankrike, till Hamiltons större fraktions vrede.  Jeffersonianerna vann presidentvalet 1800, och federalisterna återvände aldrig till makten.  De återhämtade sig viss styrka genom sitt intensiva motstånd mot kriget 1812, men de försvann praktiskt taget under the Era of Good feelings som följde efter krigsslutet år 1815.

Politiska partiernas härledning i USA. Prickad linje betyder inofficiellt.

Federalisterna lämnade ett bestående arv i form av en stark federal regering. Efter att ha förlorat den verkställande makten, formade de beslutsamt Högsta domstolens politik under ytterligare tre decennier genom överdomare John Marshall.

### Slutet
Personliga skillnader emellan John Adams och Hamilton ledde till en splittring av federalisterna och bidrog väsentligt till Demokratisk-republikanska partiets valseger med Thomas Jefferson. Ehuru federalisterna kom att bli ett viktigt parti i New England, förlorades dock alltmer inflytande. Efter att Hamilton bragts av daga i en duell (med Aaron Burr) och Adams dragit sig ur det politiska livet, saknade federalisterna en stark ledare och partiet försvagades alltmer.